# Cessna O-1 Bird Dog

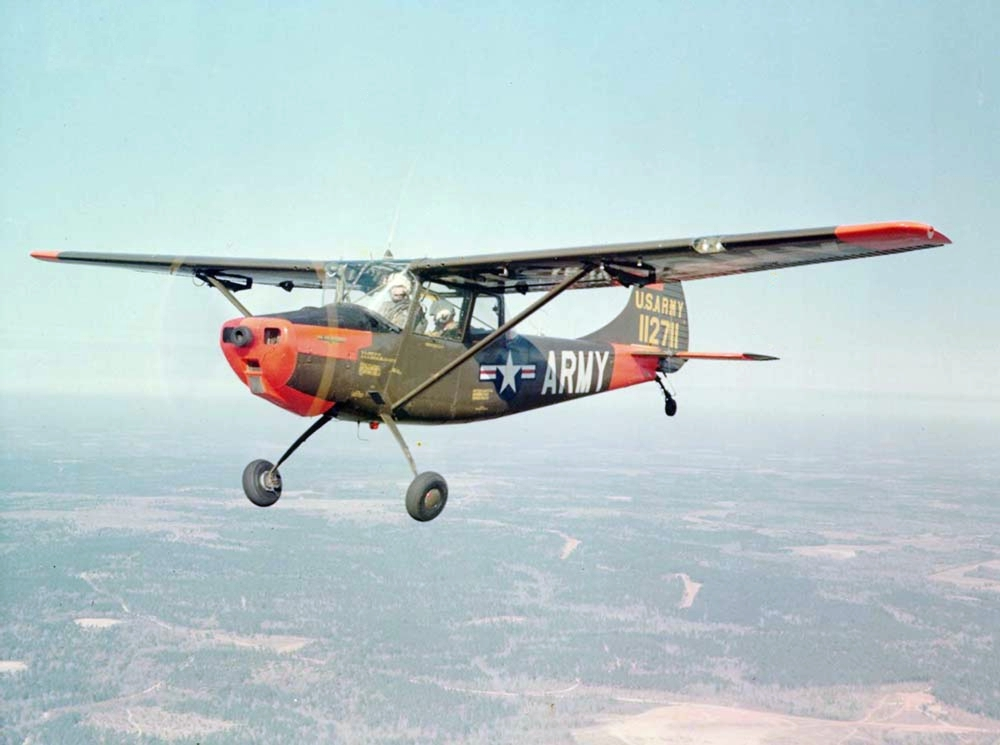
Cessna O-1A Bird Dog US Army

De Cessna L-19/O-1 Bird Dog is een Amerikaans eenmotorig hoogdekker militair verkennings- en verbindingsvliegtuig met een vast landingsgestel met staartwiel. De Cessna Bird Dog met twee zitplaatsen in tandemconfiguratie (achter elkaar) maakte zijn eerste vlucht op 14 december 1949. Totaal zijn er door vliegtuigfabrikant Cessna 3431 exemplaren van gebouwd.

## Ontwerp en historie
De Bird Dog is door Cessna ontwikkeld uit de civiele Cessna 170 als een licht vliegtuig voor militaire verkennings- en verbindingstaken. Het prototype was de Cessna Model 305A, voortgedreven door een Continental zescilinder boxermotor. Het belangrijkste verschil met de 170 was het nieuw ontworpen achterste gedeelte van de romp met een achterraam. Samen met een raam boven in de cockpit (midden tussen de vleugels) gaf dit voor de piloot en waarnemer, die in tandem achter elkaar zaten, een zeer goed zicht rondom en naar boven. Later kreeg het vliegtuig de naam L-19 Bird Dog en vanaf 1962 O-1 Bird Dog. De eerste order van het Amerilaanse leger was voor 418 toestellen.
Gedurende de Vietnamoorlog zijn vele O-1 Bird Dog toestellen ingezet voor de verkenning van doelen, radioverbindingen en convooibegeleiding.
De laatste Bird Dog ging in 1974 uit Amerikaanse militaire dienst. Vele overtollige militaire Bird Dog vliegtuigen hebben hun weg gevonden naar de civiele markt, onder meer als sportvliegtuig, sleepvliegtuig of museumvliegtuig.

## Varianten

O-1A Bird Dog - Steven F. Udvar-Hazy Center

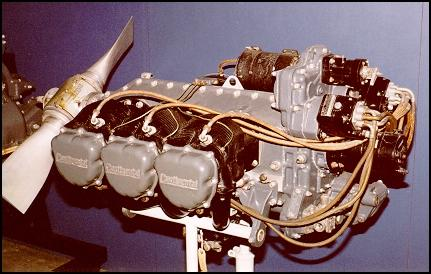
Continental O-470 luchtgekoelde zescilinder boxermotor (213 pk)

L-19A (Cessna 305A)
Eerste productieversie voor het Amerikaanse leger met een Continental O-470 zescilinder boxermotor (213 pk). Nieuwe type-aanduiding van de L-19A in 1962: O-1A. Er zijn 2486 toestellen van het type L-19A/O-1A gebouwd.
TL-19A
L-19As omgebouwd tot trainers met dubbele besturing, nieuwe type-aanduiding: TO-1A in 1962
XL-19B
L-19A met Boeing XT-50-BO-1 turboprop motor (210 pk), 1 exemplaar gebouwd.
XL-19C
L-19A met een Continental CAE XT51-T-1 turboprop motor (210 pk), twee exemplaren gebouwd.
TL-19D (Cessna 305B)
Instrument-trainingsversie van de L-19A met dubbele besturing, hernoemd naar TO-1D in 1962, 310 stuks gebouwd.
L-19E (Cessna 305C)
Verbeterde versie van de L-19A met een hoger startgewicht, werd de O-1E in 1962, 469 toestellen gebouwd.
OE-1
60 exemplaren van de L-19As geleverd aan het United States Marine Corps, hernoemd naar O-1B in 1962
OE-2 (Cessna 321)
Nieuw ontwerp van de OE-1 met Cessna 180 vleugels  een aangepaste romp, werd de O-1C in 1962, 27 exemplaren gebouwd.
O-1A
L-19A hernoemd in 1962
TO-1A
O-1As omgebouwd tot trainingstoestellen.
O-1B
OE-1 hernoemd in 1962.
O-1C
OE-2 hernoemd in 1962
O-1D
Een aantal TO-1Ds geconverteerd naar forward air control taken voor de United States Air Force (USAF).
TO-1D
TL-19D hernoemd in 1962
O-1E
L-19E hernoemd in 1962
O-1F (Cessna 305E)
Forward Air Control conversie van de O-1D voor de USAF
O-1G (Cessna 305D)
Forward Air Control conversie van de O-1A voor de USAF
CO-119
SIAI-Marchetti SM.1019
Turboprop variant voor het Italiaanse leger.
Cessna 325
Agrarische variant van model 305 met spuitinrichting en de voorraadtank in gesloten achterste cockpit, vier gebouwd.

## Specificaties
- Type: O-1E (Bird Dog)
- Fabriek: Cessna

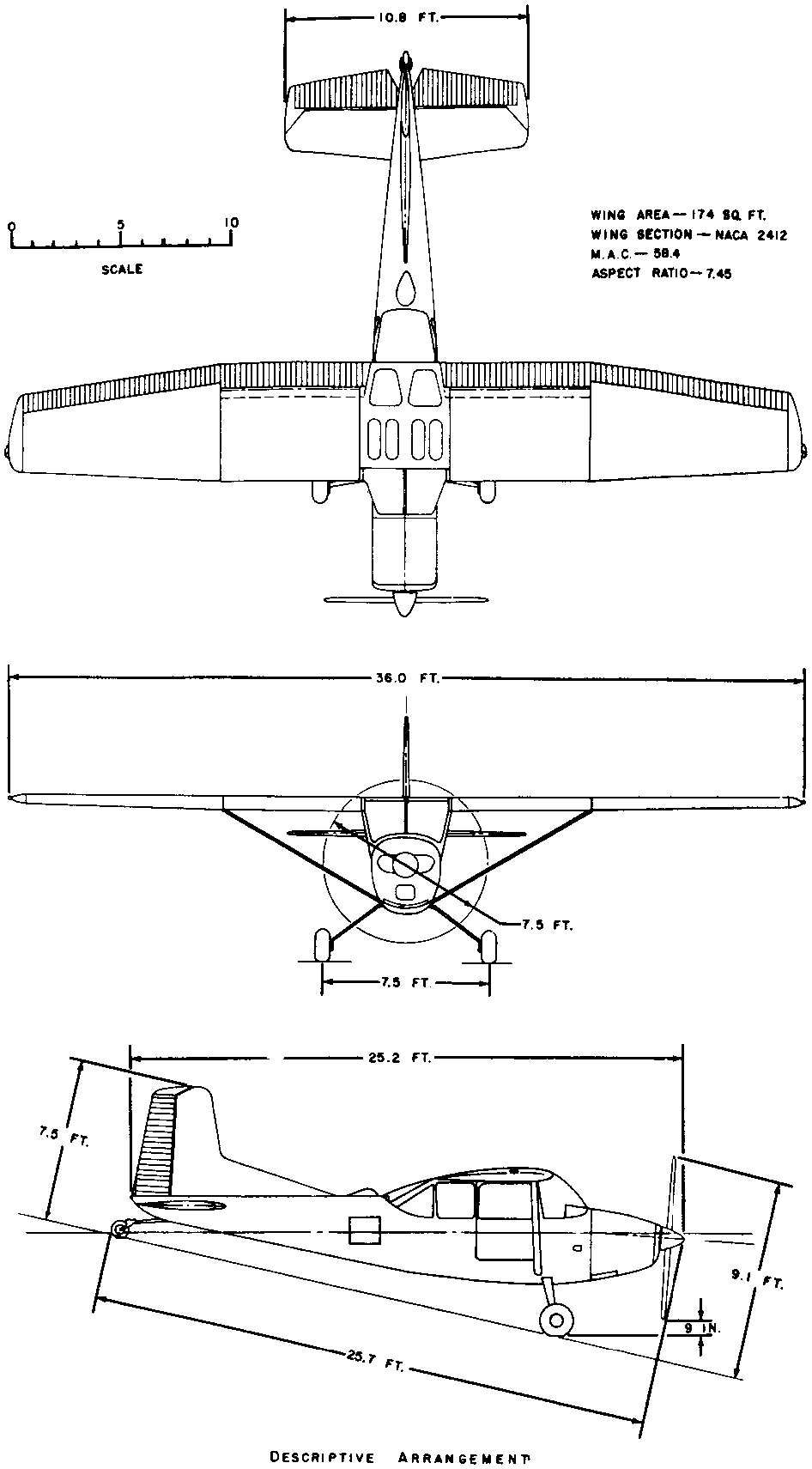
Cessna O-1C Bird Dog

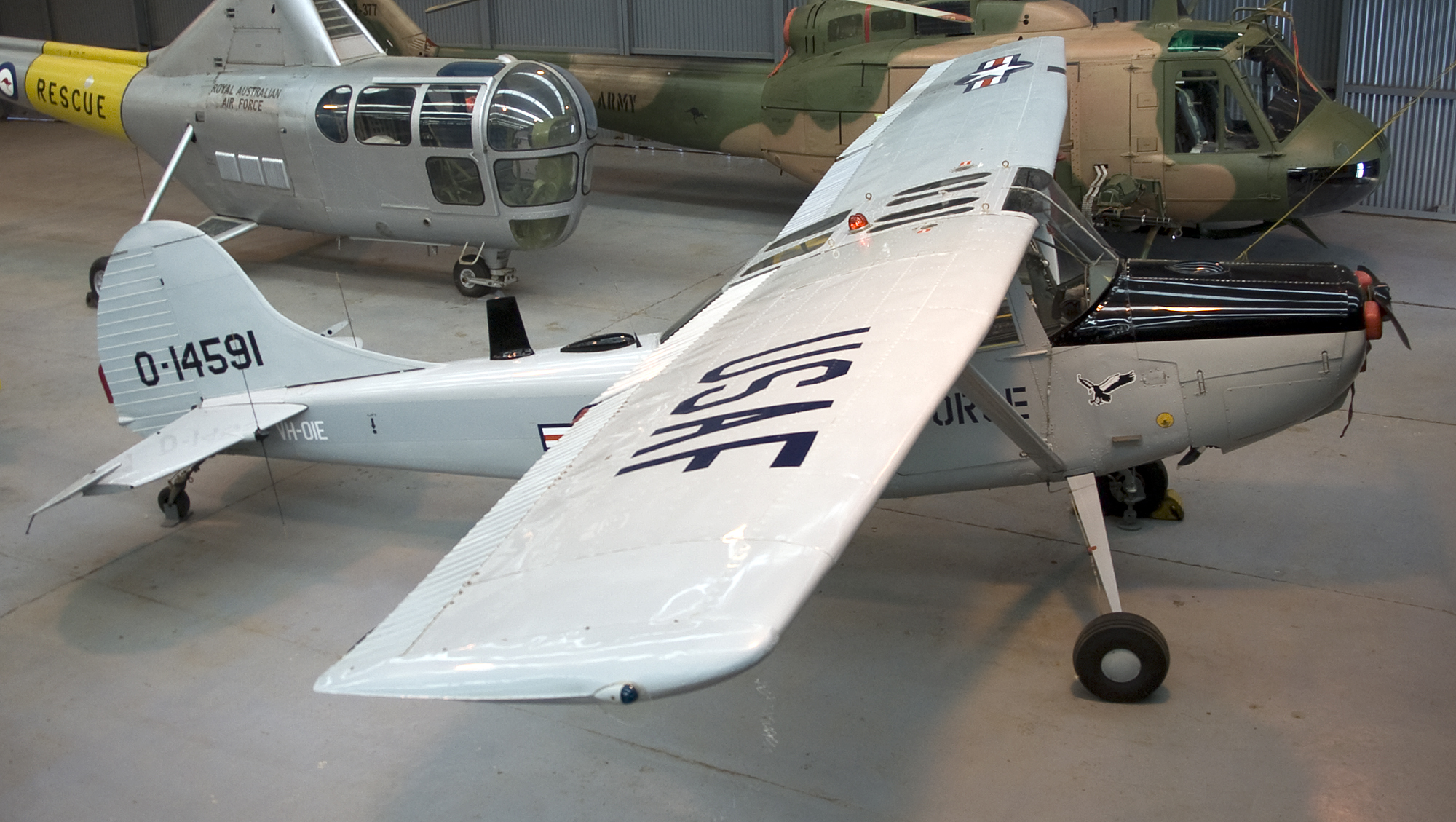
Bird Dog – RAAF Museum

- Rol: Verkenner en verbindingsvliegtuig
- Bemanning: 1
- Passagiers: 1
- Lengte: 7,87 m
- Spanwijdte: 10,97 m
- Hoogte: 2,24 m
- Vleugeloppervlak: 16,2 m²
- Leeg gewicht: 732 kg
- Brandstof: 160 liter
- Maximum gewicht: 1102 kg
- Motor: 1 × Continental O-470-11 luchtgekoelde zescilinder boxermotor, 213 pk (159 kW)
- Eerste vlucht: 14 december 1949
- Aantal gebouwd: 3431 (1950-1959)

Prestaties:
- Maximumsnelheid: 185 km/u
- Kruissnelheid: 167 km/u
- Klimsnelheid: 5,8 m/s
- Plafond: 7600 m (maximaal, serviceplafond: 5600 m)
- Vliegbereik: 850 km

Bewapening:
- Boordgeschut: 1× 7,62 mm Lewis Gun